# 爱德华·米许
爱德华·米许（法語：Édouard Michut；2003年3月4日—），是一名法国足球运动员，司职中场，現效力於荷甲球队幸運薛達。

## 俱乐部生涯

### 早期生涯
米许于2003年3月4日出生在法国东南部城市艾克斯莱班。在2009年9月至2011年10月间，他效力于法国中北部球队勒谢奈78FC。后来，米许加盟了凡尔赛。在2015年6月之前的4年间，他一直在凡尔赛踢球。2016年7月，米许加盟了法甲班霸巴黎圣日耳曼的青训营。在效力于巴黎青训梯队期间，有媒体传言曼彻斯特城、尤文图斯、巴塞罗那、以及巴伦西亚等欧洲大俱乐部想要将米许招至麾下。

### 巴黎圣日耳曼
2020年7月23日，米许与巴黎圣日耳曼签下了他职业生涯中的第一份合同，为期3年。2021年2月27日，在巴黎圣日耳曼4-0完胜第戎的比赛中，米许在第89分钟替补登场，换下了达尼洛，完成了职业生涯首秀。

### 幸運薛達
2024年11月5日，愛德華以自由球員身分加盟荷甲球队幸運薛達。

## 国家队生涯
米许曾是一名法国青年国脚，代表过法国U-16至U-20国家队参加国际比赛。

## 个人生活
米许的弟弟埃蒂安也效力過巴黎圣日耳曼，曾在巴黎青训系统中接受训练。後轉會至里奧艾維U19隊。

## 生涯数据
最後更新：2021年2月27日
| 俱乐部       | 赛季     | 联赛     | 联赛 | 联赛 | 杯赛 | 杯赛 | 欧战 | 欧战 | 其他 | 其他 | 合计 | 合计 |
| 俱乐部       | 赛季     | 联赛等级 | 出场 | 进球 | 出场 | 进球 | 出场 | 进球 | 出场 | 进球 | 出场 | 进球 |
| ------------ | -------- | -------- | ---- | ---- | ---- | ---- | ---- | ---- | ---- | ---- | ---- | ---- |
| 巴黎圣日耳曼 | 2020–21  | 法甲     | 1    | 0    | 0    | 0    | 0    | 0    | 0    | 0    | 1    | 0    |
| 生涯合计     | 生涯合计 | 生涯合计 | 1    | 0    | 0    | 0    | 0    | 0    | 0    | 0    | 1    | 0    |